# Лавный, Василий Владимирович
Василий Владимирович Лавный (29 июля 1967; Нивицы, Львовская область) — украинский ученый, педагог, проректор по научной работе Национального лесотехнического университета Украины, профессор кафедры лесоводства, доктор сельскохозяйственных наук.

## Биография
Родился 29 июля 1967 года в селе Нивицы Радеховского района Львовской области.
В 1986 году с отличием окончил Кременецкий лесотехникум, в 1993 году — с отличием Львовский лесотехнический институт (ныне — Национальный лесотехнический университет Украины, НЛТУУ), получив квалификацию инженера лесного хозяйства.
В 2000 году защитил кандидатскую диссертацию на тему «Особенности формирования ясеневых насаждений Западной Лесостепи Украины» по специальности 06.03.03 — лесоведение и лесоводство. В 2005 году получил учёное звание доцента кафедры лесоводства НЛТУУ.
Трудовую деятельность начал в 1986 году в должности техника Томской аэрофотолесоустроительной экспедиции. В 1987—1989 годах проходил срочную военную службу; награждён медалью «За отличие в военной службе».
В 1993—1994 годах работал стажёром-исследователем в научно-исследовательском секторе НЛТУУ. В 1995—1999 годах проходил обучение в аспирантуре при кафедре лесной таксации и лесоустройства. С 2000 по 2002 год занимал должность ассистента кафедры лесоводства, в 2002—2004 годах — старшего преподавателя той же кафедры.
С 2004 года по декабрь 2016 года — доцент, впоследствии — заведующий кафедрой лесоводства Национального лесотехнического университета Украины.
В 2021 году участвовал в выборах ректора НЛТУУ, в которых он занял третье место, набрав 98 (19,9 %) голосов.

## Научная деятельность
Занимается вопросами природоподобного лесоводства, лесной политики, восстановления лесов после ветровалов и ведения лесного хозяйства на природоохранных территориях, преимущественно в условиях Украинских Карпат. Руководил международными проектами, по результатам которых в университете была создана лаборатория дендроэкологии.
Проходил научные стажировки в Австрии, Бельгии, Германии и Швейцарии, участвовал в более чем 60 международных конференциях. Гостевой лектор университетов Германии, организатор летних школ и практик для иностранных студентов.
Вице-президент Лесоводческой академии наук Украины, национальный координатор IUFRO, член ряда научных советов и эксперт Министерства образования и науки Украины. Председатель специализированного учёного совета при НЛТУУ.
Автор более 190 научных и учебно-методических работ, среди которых три учебных пособия, три терминологических словаря, единоличная монография и 14 научных статей.
Свободно владеет английским и немецким языками.